# Osumilita
La osumilita es un mineral de la clase de los ciclosilicatos, y dentro de esta pertenece al llamado “grupo de la osumilita o milarita”. Fue descubierta en 1953 en la antigua provincia de Osumi de la prefectura de Kagoshima, en la isla de Kyūshū (Japón), siendo nombrada así por esta localización. Un sinónimo hoy día no aceptado es osumilita-(Fe).

## Características químicas
Es un aluminio-ciclosilicato de potasio y hierro, con anillos dobles de 6 tetraedros de sílice en su estructura molecular. Pertenece al grupo de la osumilita, de ciclosilicatos complejos.
Además de los elementos de su fórmula, suele llevar como impurezas: magnesio, sodio, titanio, manganeso, bario y potasio de más.

## Formación y yacimientos
Se encuentra en rocas volcánicas de tipo ácido. Rellena cavidades en riolita o dacita, así como en rocas metamórficas de metamorfismo de contacto de alto grado y en xenolitos.
Suele encontrarse asociado a otros minerales como: tridimita, cristobalita, cuarzo, oligoclasa, feldespato potásico, fayalita, hiperstena, biotita, magnetita o zircón.